# فلسفة الرعاية الصحية
فلسفة الرعاية الصحية هي دراسة الأخلاق والعمليات والأشخاص مما يشكل الحفاظ على صحة الإنسان. (بالرغم أنّ المخاوف البيطرية جديرة بالملاحظة، فإن الفكر المتعلق بالمنهجيات والممارسات لم يجرِ تناوله في هذه المقالة). إنّ أفضل طريقة للتعامل مع فلسفة الرعاية الصحية هي أن تكون مكوّنًا لا يمحى من الهياكل الاجتماعية البشرية. أي أنه يمكن اعتبار المؤسسة المجتمعية للرعاية الصحية ظاهرة ضرورية للحضارة الإنسانية حيث يسعى الفرد باستمرار إلى تحسين، وإصلاح، وتغيير الطبيعة الشاملة وجودة حياته. هذا القلق الدائم يبرز بشكل خاص في الليبرالية السياسية الحديثة، حيث تُفهم الصحة على أنها السلعة الأساسية الضرورية للحياة العامة.
تهتم فلسفة الرعاية الصحية بشكل أساسي بالأسئلة الأساسية التالية:
- من يحتاج و/ أو يستحق الرعاية الصحية؟ هل الرعاية الصحية حق أساسي لجميع الناس؟

- ما هو الأساس لحساب تكلفة العلاج، والإقامة في المستشفى، والأدوية، وما إلى ذلك؟

- كيف يمكن تقديم الرعاية الصحية على أفضل وجه لأكبر عدد من الناس؟

- ما هي المعايير اللازمة للتجارب السريرية وضمان الجودة؟

- من يستطيع، إن وجد، أن يقرر متى يحتاج المريض إلى "تدابير الراحة" (السماح بالموت الطبيعي من خلال توفير الأدوية لعلاج الأعراض المتعلقة بمرض المريض)؟

ومع ذلك، فإن السؤال الأكثر أهمية هو "ما هي الصحة؟". ما لم يجرِ تناول هذا السؤال، فإن أي نقاش حول الرعاية الصحية سيكون غامضًا ومطلقًا. على سبيل المثال، ما هو بالتحديد تدّخل الرعاية الصحية؟ ما الذي يميز الرعاية الصحية عن الهندسة أو التدريس، مثلًا؟ هل تتعلق الرعاية الصحية بـ "الاستقلالية" أم العمل فيما يخدم مصلحة الناس؟ أم هي دائمًا كلاهما؟ تتطلب "فلسفة" أي شيء أسئلة فلسفية أساسية، كما طرحها، على سبيل المثال، الفيلسوف ديفيد سيدهاوس (David Seedhouse).
في النهاية، الغرض والهدف والمعنى من فلسفة الرعاية الصحية هو تعزيز وفرة المعلومات المتعلقة بالمجالات المتغيرة باستمرار للتكنولوجيا الحيوية والطب والتمريض. نظرًا إلى أن الرعاية الصحية تُصنف عادةً كواحدة من أكبر مجالات الإنفاق في الميزانيات الحكومية، يصبح من المهم اكتساب فهم أكبر للرعاية الصحية ليس فقط كمؤسسة اجتماعية، وإنما أيضًا كمؤسسة سياسية. بالإضافة إلى ذلك، تحاول فلسفة الرعاية الصحية إبراز العوامل الرئيسية التي تحرك أنظمة الرعاية الصحية؛ سواء كانت من الممرضات، والأطباء، والمهنيين الصحيين المتحالفين، ومديري المستشفيات، وشركات التأمين الصحي (HMOs و PPOs)، والحكومة (Medicare و Medicaid)، وأخيرًا المرضى أنفسهم.

## الولادة والموت

### الموت والاحتضار
من أبسط حقوق الإنسان هو حق الحياة، وبالتالي الحفاظ على تلك الحياة. وبالرغم من ذلك، يجب على المرء أن يتفكر في حق الموت، وبالتالي إنهاء حياته. غالبًا ما تؤثر القيم الدينية ذات التقاليد المختلفة على هذه المسألة. كثيرًا ما تُستخدم مصطلحات مثل القتل الرحيم (Mercy Killing) والمساعدة على الانتحار (Assisted Suicide) لوصف هذه العملية. يدعي أنصار القتل الرحيم أنه ضروري بشكل خاص للمرضى الذين يعانون من مرض عضال.  ومع هذا فإنّ معارضي الموت المختار (self-chosen death) يزعمون أنه ليس فقط غير أخلاقي، ولكنه كليًا ضد ركائز العقل.
في سياق فلسفي معين، يمكن اعتبار الموت اللحظة الوجودية المطلقة في حياة المرء. الموت هو السبب الأعمق للقلق البدائي (Die Anfechtung) في حياة الإنسان. في حالة القلق العاطفية هذه، يُكشف عن "العدم" للإنسان. وفقًا لفيلسوف القرن العشرين الألماني مارتن هايدجر (مارتن هايدغر)، العدم هو النفي التام لمجمل الكائنات.
وهكذا، بالنسبة لهايدجر، يجد البشر أنفسهم في وضع هش للغاية ومحفوف بالمخاطر (معلق باستمرار فوق الهاوية) في هذا العالم. يمكن تبسيط هذا المفهوم لتقول أنّه في الأساس، كل ما يمتلكه الشخص في هذا العالم هو كينونته. بغض النظر عن كيفية تقدم الأفراد في الحياة، فإنّ وجودهم سيكون دائمًا مميزًا بالحدود والعزلة. عند التفكير في تجارب الاقتراب من الموت، يشعر البشر أن هذا القلق البدائي يتغلب عليهم. لذلك، من المهم لمقدمي الرعاية الصحية أن يدركوا بداية هذا اليأس الراسخ لدى المرضى الذين يقتربون من وفاتهم.
تدرس التحقيقات الفلسفية الأخرى في الموت اعتماد مهنة الرعاية الصحية الشديد على العلوم والتكنولوجيا (SciTech). هذا الاعتماد واضح بشكل خاص في الطب الغربي. ومع ذلك، يشير هايدجر إلى هذا الاعتماد على ما يسميه الجاذبية أو صفة الدقة (Character of Exactness). في الواقع، يرتبط الناس بطبيعتهم بالدقة (exactness) لأنها تمنحهم إحساسًا بالهدف أو العقلانية في عالم يُعرَّف إلى حد كبير بما يبدو أنه الفوضى واللاعقلانية. ومع اقتراب لحظة الموت، وهي لحظة تتسم بالارتباك والخوف المطلقين، يحاول الناس بشكل محموم تحديد الإحساس النهائي بالمعنى في حياتهم.
بصرف النظر عن الدور الذي تلعبه SciTech في الموت، تشكل الرعاية التلطيفية مجالًا متخصصًا من فلسفة الرعاية الصحية التي تتعلق على وجه التحديد بالمرضى المصابين بأمراض مميتة. على غرار رعاية المسنين، أصبح هذا المجال من فلسفة الرعاية الصحية ذا أهمية متزايدة حيث يفضل المزيد من المرضى تلقي خدمات الرعاية الصحية في منازلهم. على الرغم من أنّ المصطلحين "ملطفة" (Palliative) و"مأوى رعاية" (Hospice) يستخدمان بالتبادل، فإنهما في الواقع مختلفان تمامًا. مع اقتراب المريض من نهاية حياته، من المريح أكثر أن يكون في مكان خاص يشبه المنزل بدلاً من المستشفى. بشكل عام، خُصصت الرعاية التلطيفية لأولئك الذين يعانون مرضًا عضالًا. ومع ذلك، يطّبق الآن على المرضى في جميع أنواع الحالات الطبية، بما في ذلك التعب المزمن والأعراض المؤلمة الأخرى.